# Souad al-Sabah
Souad Mohammad Sabah Al-Mohammad al-Sabah (née le 22 mai 1942) est une économiste, poétesse, féministe et femme de lettres koweïtienne. Elle est la première femme poète de la région du Golfe Persique à publier sous son nom, la première femme koweïtienne à obtenir un doctorat en économie.

## Jeunesse et éducation
Cheikha Souad Al-Sabah naît le 22 mai 1942, dans la province d'Al-Zubair en Irak. Membre de la famille royale Al-Sabah qui dirige le Koweït depuis 1895, elle est la seule enfant de ses parents Cheikh Mohammad Sabah Al-Sabah et Chaikha Al-Thagib. La famille retourne au Koweït où la jeune fille termine ses études secondaires à l'école secondaire Al-Murghab. De son mariage arrangé avec le Cheikh Abdullah Al-Mubarak, collaborateur du prince régnant, en 1960, elle aura cinq enfants : deux filles et trois garçons. 
En 1961, après l'indépendance du Koweït, le couple s'installe au Liban puis, en 1965, en Égypte. Elle obtient son bachelor et master en économie de l'université du Caire en 1975. La famille déménage au Royaume Uni et elle entre à l'université de Surrey, d'où elle sort avec un doctorat en économie à la suite de la présentation de sa thèse The Planning and Development in the Kuwaiti Economy and the Role of Women, en 1981. Elle est la première femme koweïtienne à obtenir un doctorat en économie. 

## Carrière
Cheikha Souad Al-Sabah publie ses trois premiers recueils de poèmes à Beyrouth entre 1961 et 1964. Elle est la première femme poète à publier de la poésie sous son propre nom dans la région du Golfe Persique. Son œuvre est féministe et romantique. Ses poèmes sont écrits en arabe moderne et en koweitien (l'arabe utilisé au Koweït dans la vie quotidienne).
Elle écrit également, en anglais, sur des thèmes économiques comme Development Planning in an Oil Economy and the Role of the Woman: The Case of Kuwait ou biographiques et historiques comme Mubarak Al-Sabah, The Foundation of Kuwait.
Elle crée sa propre maison d'édition en 1985, la Dar Souad Al-Sabah Publishing and Distribution, et plusieurs concours pour encourager la créativité littéraire et scientifique de la jeunesse arabe.
En 1988, elle fonde le prix littéraire Suad Al Sabah Foundation for Intellectual Creativity.
Son époux meurt en 1991.

## Activisme
Après avoir été une admiratrice de Saddam Hussein, sur lequel elle écrit le poème "Iraqi Sword", Cheikha Souad Al-Sabah participe au Comité suprême pour la libération du Koweït, lors de l'invasion du Koweït par l'Irak en 1990. Elle organise des conférences pour la défense du pays et la publication et l'émission de brochures et de livres à Washington, Londres, Genève et Prague. 
Souad Al-Sabah est membre du comité exécutif de l'Organisation mondiale des femmes musulmanes pour l'Asie du Sud-Est et siège au conseil d'administration et au comité exécutif de l'Arab Intellect Forum et de la Kuwait-America Foundation. Elle appelle à l'éducation des femmes pour « casser les portes de la prison ».

## Distinctions
- Prix Manhae (2012)
- Prix de la femme arabe de l'année (2016)[9].

## Publications
Cheikha Souad Al-Sabah a publié de nombreux recueils de poésies, livres et articles dont :  
- Wamadhat Bakerah (Lueurs précoces) en 1961, Lahadhat Min Omri (Instants de ma vie) en 1961 et Min Omri (De ma vie) en 1964, Omniyah (Un vœu) en 1971, Une femme en miettes traduit en fr. 1988[11].
- Development Planning in an Oil Economy
- Kuwait: Anatomy of a Crisis Economy.
- Biographies historiques : Mubarak Al-Sabah, The Foundation of Kuwait, Kuwait in the era of Abdullah bin Sabah Al-Sabah, Kuwait in the era of Mohammad bin Sabah Al-Sabah, Kuwait in the reigns of Jaber bin Abdullah Al-Sabah and Sabah bin Jaber Al-Sabah